# Gaeum-myeon
Gaeum-myeon (koreanska: 가음면) är en socken i kommunen Uiseong-gun i provinsen Norra Gyeongsang i den centrala delen av Sydkorea, 220 km sydost om huvudstaden Seoul.